# Mark Bellini
Mark Joseph Bellini (San Leandro, 19 gennaio 1964) è un ex giocatore di football americano statunitense che ha militato nel ruolo di wide receiver nella National Football League (NFL).

## Carriera
Bellini al college giocò a football alla Brigham Young University vincendo il campionato NCAA nel 1984. Fu scelto dagli Indianapolis Colts nel corso del settimo giro (170º assoluto) del Draft NFL 1987. Vi giocò per entrambe le stagioni della carriera facendo registrare 10 ricezioni per 133 yard in 25 presenze.